# Maison du bailli d'Aurec-sur-Loire
Pour les articles homonymes, voir maison du bailli.
La maison du bailli est une maison située en France sur la commune d'Aurec-sur-Loire, dans la région Auvergne-Rhône-Alpes.

## Localisation
La maison est située dans le département français de la Haute-Loire, sur la commune d'Aurec-sur-Loire, dans l'ancienne région administrative d'Auvergne.

## Historique
La maison est érigée sur l'emplacement des anciennes fortifications du village ; elle préserve des boiseries en noyer datant du XVIIe siècle et des toiles peintes de style naïf du XIXe siècle dans le salon. Le pressoir est en place dans la cave depuis le XVIe siècle.

## Protection
La maison est inscrite au titre des monuments historiques par arrêté du 21 juin 1994.